# Susanne Eilersen
Susanne Eilersen (født 24. august 1964 i Grenaa) er en dansk politiker, der var medlem af Folketinget for Dansk Folkeparti fra 2015 til 2019 og fra august til november 2022. Hun var 1. viceborgmester i Fredericia Kommune fra 2014 til 2021 og er nu 2. viceborgmester i kommunen. I perioden 2014-2015 var hun regionsrådsmedlem i Region Syddanmark.

## Uddannelse og erhverv
Eilersen har en EFG-uddannelse inden handel og kontor fra Grenaa Handelsskole 1982 og var handelselev i Skoringen i Grenaa til 1985. Hun blev merkonom i regnskab fra Grenaa Handelsskole og IBC Fredericia i 1997.
Fra 1986 til 2014 var hun regnskabsassistent i flere forskellige private virksomheder. I 2019 blev hun ansat i sekretariatet for Landdistrikternes Fællesråd i Egtved.

## Politisk karriere
Eilersen har været medlem af Dansk Folkeparti siden 1998 og sad i partiets lokalbestyrelse i Fredericia fra 1999 til 2010. Hun blev medlem af Dansk Folkepartis hovedbestyrelse i 2004.

### Lokal- og regionalpolitik
Eilersen blev valgt til byrådet i Fredericia Kommune ved kommunalvalget 2009. Hun var 1. viceborgmester fra 2014 til 2021. Fra 2022 er hun 2. viceborgmester.
Hun blev valgt til regionsrådet i Region Syddanmark ved regionsrådsvalget 2013 og sad i Danske Regioners bestyrelse, udpeget af Dansk Folkeparti. Hun forlod regionsrådet 24. august 2015 efter at være valgt til Folketinget.

### Folketinget
Eilersen har været folketingskandidat for Dansk Folkeparti siden 2010 i Sydjyllands Storkreds. Hendes første periode i Folketinget kom, da hun blev midlertidigt folketingsmedlem som stedfortræder for Anita Christensen den 10. marts 2015 og sad der indtil 27. maj 2015. Hun blev valgt til Folketinget ved folketingsvalget 2015, hvor hun fik 3.940 personlige stemmer. Ved folketingsvalget 2019 blev Dansk Folkeparti mere end halveret, og trods et højere personligt stemmetal end i 2015 blev hun ikke genvalgt. Efter valget var hun dog fra 30. oktober til 15. november 2019 stedfortræder for Marie Krarup. Den 1. august 2022 indtrådte Eilersen igen i Folketinget, da hun overtog Kristian Thulesen Dahls mandat. Ved folketingsvalget 2022 var hun opstillet i Fredericiakredsen, Vardekredsen og Vejenkredsen; Dansk Folkeparti gik yderligere tilbage ved valget, og ej heller denne gang blev hun valgt.

## Privatliv
Susanne Eilersen er samlevende med Per Skjøtt. De har tre børn.